# High School Musical: A Seleção
High School Musical: A Seleção foi uma seleção para escolha dos protagonistas para a versão brasileira do filme High School Musical produzido pelo Disney Channel sob apresentação de Robson Nunes e bastidores de Rafael Baronesi. O programa foi exibido no Disney Channel aos sábados, às 19h, e no SBT aos domingos, às 13h. No Zapping Zone, mais ou menos às 19h30, mostrava um pouco do que passaria no programa.
Cerca de 17 880 jovens se inscreveram, porém somente 8 chegaram à final. O casal protagonista escolhido foi Olavo Cavalheiro e Renata Ferreira. Além deles, Paula Barbosa e Fellipe Guadanucci também ganharam papéis no filme e também fizeram parte do elenco Moroni Cruz, Beatriz Machado, Samuel Nascimento e Karol Cândido. Alguns dos dezoito finalistas foram protagonistas da série Quando Toca o Sino.
Em abril, no Rio de Janeiro, a Total Filmes começou a rodar High School Musical: o Desafio, uma co-produção com a Disney e a direção foi de César Rodrigues, e foi lançado em 5 de fevereiro de 2010.[carece de fontes?]

## Fases
Antes da primeira fase nem todos os inscritos foram chamados para ir ao sambódromo. Na primeira fase do programa, os candidatos passam por testes eliminatórios de canto, dança e atuação.
Já na segunda fase, 20 finalistas estarão confinados em uma casa, onde terão aulas para aprimorar seus talentos. Semana a semana, eles terão que mostrar o que aprenderam para tentar assegurar um papel no longa-metragem, cujo lançamento estava previsto para Fevereiro de 2010.

## Elenco

### Jurados
| Função  | Jurado            |
| ------- | ----------------- |
| Dança   | Tati Sanches      |
| Canto   | Ronnie Kneblewski |
| Atuação | Jonathas Joba     |

### Participantes
| Candidato                               | Idade | Origem                  | Eliminado       |
| --------------------------------------- | ----- | ----------------------- | --------------- |
| Renata Pinto Gomes Ferreira             | 24    | Rio de Janeiro, RJ      | Protagonista    |
| Olavo Setembro Cavalheiro               | 17    | São Paulo, SP           | Protagonista    |
| Paula Pereira Barbosa                   | 22    | Belo Horizonte, MG      | Co-Protagonista |
| Felipe Guadanucci                       | 24    | Rio de Janeiro - RJ     | Co-Protagonista |
| Carolina Borges Cândido "Karol Cândido" | 20    | Belo Horizonte, MG      | Finalista       |
| Moroni Volino Cruz                      | 18    | Balneário Camboriú, SC  | Finalista       |
| Beatriz Ramos Machado                   | 23    | São Paulo, SP           | Finalista       |
| Samuel Carlos Nascimento                | 26    | Guarulhos, SP           | Finalista       |
| Júnior Wolt                             | 24    | São Paulo, SP           | Episódio 12     |
| Pamela Andrade Pinheiro Otero           | 22    | São Paulo, SP           | Episódio 12     |
| Lenora Hage de Araújo Santos            | 22    | Rio de Janeiro, RJ      | Episódio 10     |
| João Victor Campos Amado "Victor Amado" | 25    | Santos, SP              | Episódio 10     |
| Carolina Faracco Calheiros              | 24    | São José dos Campos, SP | Episódio 9      |
| Bernardo Nunes Falcone                  | 24    | Rio de Janeiro, RJ      | Episódio 9      |
| Yasmim Manaia                           | 17    | Santos, SP              | Episódio 8      |
| Eduardo Gil Nascimento Júnior           | 22    | Rio de Janeiro, RJ      | Episódio 8      |
| Alessandra Pereira Rocha "Leka"         | 24    | São Paulo, SP           | Episódio 7      |
| Luiz Daniel Bianchin                    | 22    | Foz do Iguaçu, PR       | Episódio 7      |

## Sumário

### Episódio 1
Data: 15 de Março de 2008
Quase 30 000 jovens de todo o Brasil se inscreveram para protagonizar o sonho de ser os protagonistas da versão brasileira de Disney High School Musical. No entanto, apenas 4000 candidatos foram convocados para a primeira fase, que ocorreu no sambódromo do Anhembi em São Paulo.
Corte: 3000 Candidatos

### Episódio 2
Data: 22 de Março de 2008
Na segunda fase, os 1000 candidatos restantes foram divididos em grupos de 4 pessoas. Eles deveriam passar pela sala de audição onde o júri os dividiu em duetos para interpretar os temas mais populares de High School Musical.
Acompanhados por apenas um piano, os participantes entoaram "Start Of Something New", "What I've Been Looking For",
"Você é a Música em Mim" e "Vou Ser do Jeito que Eu Sou".
Corte: 630 Candidatos

### Episódio 3
Data: 29 de Março de 2008
Na terceira fase, 370 candidatos continuavam na disputa. Desta vez, a ideia de Ronnie foi que os participantes deixassem de ser indivíduos e passassem a trabalhar como grupo. Joba, por sua vez, pôs em prática a mesma ideia na sala de interpretação.
Depois do aquecimento, Tati explicou uma nova coreografia aos participantes. Com movimentos simples, mas que englobavam todo o corpo, os jovens deixaram a timidez de lado para ir lá na frente e mostrar suas aptidões para a dança.
Corte: 270 Candidatos

### Episódio 4
Data: 5 de Abril de 2008
Com apenas 100 candidatos, a disputa ficava cada vez mais acirrada. A quarta fase da seleção foi divida em duas etapas.
A primeira etapa se centrou na capacidade dos jovens para improvisar. Eles tiveram que criar uma nova versão para as músicas de High School Musical. Na segunda, os candidatos tiveram que representar uma cena do filme.
Corte: 60 Candidatos

### Episódio 5
Data: 12 de Abril de 2008
Os 40 candidatos aprovados na última etapa tiveram que criar, em grupo, uma nova coreografia para a música "What Time Is It?", um dos grandes sucessos de High School Musical 2.
Um a um, meninos e meninas foram chamados pela jurada Tati Sanches. No total, foram 10 grupos de 4 pessoas, sendo que, em cada grupo, houve dois casais.
Os Grupos se dividiram da seguinte maneira:
Grupo 01 -
Giovanna Cursino,
Júnior Wolt,
Samuel Nascimento,
Daianny Cristian
Grupo 02 -
Francine Porto,
Lenora Hage,
Victor Amado,
Antônio Cardoso
Grupo 03 -
Alessandra Rocha "Leka",
Nathalia Borzi,
Lucas Coelho,
Felippe Moraes Almeida
Grupo 04 -
Eduardo Gil,
Natalie Bergamo,
Bruno Russo,
Carolina Calheiros
Grupo 05 -
Paula Rebelo,
Olavo Cavalheiro,
Paula Barbosa,
Emiliano Gomes
Grupo 06 -
Pamela Otero,
Sabrina Miragaia,
Bernardo Falcone,
Enisio Tiago Matias
Grupo 07 -
Neto Mahnic,
Milene Conte,
Murilo Armacollo,
Thaise Pinheiro
Grupo 08 -
Amanda Damasio,
Jamil Torquato,
Beatriz Machado,
Daniel Bianchin
Grupo 09 -
Pedro Arraes,
Josimar Conceição,
Renata Ferreira,
Pamela Lika
Grupo 10 -
Fellipe Ferreira,
Karol Cândido,
Moroni Cruz,
Yasmim Manaia
Vitor saluia
Corte: 22 Candidatos.

### Episódio 6
Data: 19 de Abril de 2008
Desistente: Amanda Damásio
Substituta: Alessandra "Leka" Rocha
Os 18 finalistas chegavam à "Academia de Artes" onde teriam aulas de canto, dança e atuação para aprimorar seus talentos. Os participantes foram divididos em 9 duplas, que se apresentarão juntas para os jurados ao fim da semana.

### Episódio 7
Data: 26 de Abril de 2008
| Dupla 1    | Dupla 1                       |
| ---------- | ----------------------------- |
| Música     | "Best of Both Worlds"         |
| Artista    | Hannah Montana                |
| Candidatos | Karol Cândido e Yasmim Manaia |

| Dupla 2    | Dupla 2                                   |
| ---------- | ----------------------------------------- |
| Música     | "Você é a Música em Mim" (Versão Sharpay) |
| Artista    | High School Musical 2                     |
| Candidatos | Olavo Cavalheiro e Carolina Calheiros     |

| Dupla 3    | Dupla 3                       |
| ---------- | ----------------------------- |
| Música     | "Não Tô Pronta Pra Perdoar"   |
| Artista    | Wanessa Camargo               |
| Candidatos | Beatriz Machado e Eduardo Gil |

| Dupla 4    | Dupla 4                             |
| ---------- | ----------------------------------- |
| Música     | "Boa Sorte / Good Luck"             |
| Artista    | Vanessa da Mata                     |
| Candidatos | Samuel Nascimento e Renata Ferreira |

| Dupla 5    | Dupla 5                          |
| ---------- | -------------------------------- |
| Música     | "Inconsolable"                   |
| Artista    | Backstreet Boys                  |
| Candidatos | Fellipe Guadanucci e Moroni Cruz |

| Dupla 6    | Dupla 6                       |
| ---------- | ----------------------------- |
| Música     | "Fico Assim Sem Você"         |
| Artista    | Claudinho e Buchecha          |
| Candidatos | Daniel Bianchin e Lenora Hage |

| Dupla 7    | Dupla 7                     |
| ---------- | --------------------------- |
| Música     | "O Que Eu Procurava"        |
| Artista    | Ludov                       |
| Candidatos | Paula Barbosa e Júnior Wolt |

| Dupla 8    | Dupla 8                         |
| ---------- | ------------------------------- |
| Música     | "Vem Dançar"                    |
| Artistao   | High School Musical 2           |
| Candidatos | Pamela Otero e Bernardo Falcone |

| Dupla 9    | Dupla 9                   |
| ---------- | ------------------------- |
| Música     | "Coisas Que Eu Sei"       |
| Artista    | Danni Carlos              |
| Candidatos | Victor Amado e Leka Rocha |

Participantes Eliminados: Daniel Bianchin e Leka Rocha.

### Episódio 8
Data: 3 de Maio de 2008
| Dupla 1    | Dupla 1                       |
| ---------- | ----------------------------- |
| Música     | "Como Eu Vou Fazer"           |
| Artista    | High School Musical           |
| Candidatos | Paula Barbosa e Yasmim Manaia |

| Dupla 2    | Dupla 2                           |
| ---------- | --------------------------------- |
| Música     | "The Party's Just Begun"          |
| Artista    | The Cheetah Girls                 |
| Candidatos | Karol Cândido e Samuel Nascimento |

| Dupla 3    | Dupla 3                       |
| ---------- | ----------------------------- |
| Música     | "Unwritten"                   |
| Artista    | Natasha Bedingfield           |
| Candidatos | Júnior Wolt e Renata Ferreira |

| Dupla 4    | Dupla 4                    |
| ---------- | -------------------------- |
| Música     | "Vou Deixar"               |
| Artista    | Skank                      |
| Candidatos | Victor Amado e Eduardo Gil |

| Dupla 5    | Dupla 5                           |
| ---------- | --------------------------------- |
| Música     | "Aqui"                            |
| Artista    | Capital Inicial                   |
| Candidatos | Carolina Calheiros e Pamela Otero |

| Dupla 6    | Dupla 6                             |
| ---------- | ----------------------------------- |
| Música     | "Sábado à Noite"                    |
| Artista    | Lulu Santos                         |
| Candidatos | Bernardo Falcone e Olavo Cavalheiro |

| Dupla 7    | Dupla 7                          |
| ---------- | -------------------------------- |
| Música     | "Tem Que Tentar"                 |
| Artista    | High School Musical              |
| Candidatos | Fellipe Guadanucci e Lenora Hage |

| Dupla 8    | Dupla 8                       |
| ---------- | ----------------------------- |
| Música     | "Toda Vez"                    |
| Artista    | High School Musical 2         |
| Candidatos | Moroni Cruz e Beatriz Machado |

Dupla Eliminada: Eduardo Gil e Yasmim Manaia

### Episódio 9
Data: 10 de Maio de 2008
| Dupla 1    | Dupla 1                       |
| ---------- | ----------------------------- |
| Música     | "I Say A Little Pray For You" |
| Artista    | Diana King                    |
| Candidatos | Renata Ferreira e Lenora Hage |

| Dupla 2    | Dupla 2                           |
| ---------- | --------------------------------- |
| Música     | "Eu Garanto"                      |
| Artista    | High School Musical 2             |
| Candidatos | Fellipe Guadanucci e Victor Amado |

| Dupla 3    | Dupla 3                            |
| ---------- | ---------------------------------- |
| Música     | "É Isso Aí"                        |
| Artista    | Ana Carolina e Seu Jorge           |
| Candidatos | Olavo Cavalheiro e Beatriz Machado |

| Dupla 4    | Dupla 4                     |
| ---------- | --------------------------- |
| Música     | "Over My Head (Cable Car)"  |
| Artista    | The Fray                    |
| Candidatos | Moroni Cruz e Paula Barbosa |

| Dupla 5    | Dupla 5                          |
| ---------- | -------------------------------- |
| Música     | "Epitáfio"                       |
| Artista    | Titãs                            |
| Candidatos | Samuel Nascimento e Pamela Otero |

| Dupla 6    | Dupla 6                               |
| ---------- | ------------------------------------- |
| Música     | "Start Of Something New"              |
| Artista    | High School Musical                   |
| Candidatos | Bernardo Falcone e Carolina Calheiros |

| Dupla 7    | Dupla 7                     |
| ---------- | --------------------------- |
| Música     | "Meu Primeiro Amor"         |
| Artista    | HSM - A Seleção             |
| Candidatos | Júnior Wolt e Karol Cândido |

Dupla Eliminada: Bernardo Falcone e Carolina Calheiros

### Episódio 10
Data: 17 de Maio de 2008
| Dupla 1    | Dupla 1                    |
| ---------- | -------------------------- |
| Música     | "Volta Pra Mim"            |
| Artista    | HSM - A Seleção            |
| Candidatos | Lenora Hage e Pamela Otero |

| Dupla 2    | Dupla 2                      |
| ---------- | ---------------------------- |
| Música     | "Só Hoje"                    |
| Artista    | Jota Quest                   |
| Candidatos | Paula Barbosa e Victor Amado |

| Dupla 3    | Dupla 3                       |
| ---------- | ----------------------------- |
| Música     | "I Don't Dance"               |
| Artista    | High School Musical 2         |
| Candidatos | Moroni Cruz e Olavo Cavaleiro |

| Dupla 4    | Dupla 4                         |
| ---------- | ------------------------------- |
| Música     | "Push It To The Limit"          |
| Artista    | Corbin Bleu                     |
| Candidatos | Júnior Wolt e Samuel Nascimento |

| Dupla 5    | Dupla 5                              |
| ---------- | ------------------------------------ |
| Música     | "Fabulous"                           |
| Artista    | High School Musical 2                |
| Candidatos | Renata Ferreira e Fellipe Guadanucci |

| Dupla 6    | Dupla 6                         |
| ---------- | ------------------------------- |
| Música     | "Because of You"                |
| Artista    | Kelly Clarkson                  |
| Candidatos | Karol Cândido e Beatriz Machado |

Dupla Eliminada: Lenora Hage e Victor Amado

### Episódio 11
Data: 24 de Maio de 2008
| Dupla 1    | Dupla 1                          |
| ---------- | -------------------------------- |
| Música     | "Kids Of The Future"             |
| Artista    | Jonas Brothers                   |
| Candidatos | Fellipe Guadanucci e Júnior Wolt |

| Dupla 2    | Dupla 2                         |
| ---------- | ------------------------------- |
| Música     | "Estamos Todos Juntos"          |
| Artista    | High School Musical             |
| Candidatos | Moroni Cruz e Samuel Nascimento |

| Dupla 3    | Dupla 3                         |
| ---------- | ------------------------------- |
| Música     | "Vou Ser Do Jeito Que Eu Sou"   |
| Artista    | High School Musical 2           |
| Candidatos | Pamela Otero e Olavo Cavalheiro |

| Dupla 4    | Dupla 4                       |
| ---------- | ----------------------------- |
| Música     | "Nobody's Perfect"            |
| Artista    | Hannah Montana                |
| Candidatos | Karol Cândido e Paula Barbosa |

| Dupla 5    | Dupla 5                           |
| ---------- | --------------------------------- |
| Música     | "Eu Quero Ser Uma Estrela"        |
| Artista    | HSM - A Seleção                   |
| Candidatos | Beatriz Machado e Renata Ferreira |

Dupla Eliminada: Nenhuma

### Episódio 12
Data: 31 de Maio de 2008
| Dupla 1    | Dupla 1                             |
| ---------- | ----------------------------------- |
| Música     | "Alguns Sentimentos"                |
| Artista    | HSM - A Seleção                     |
| Candidatos | Samuel Nascimento e Beatriz Machado |

| Dupla 2    | Dupla 2                        |
| ---------- | ------------------------------ |
| Música     | "O Sonho Que Me Faz Vibrar"    |
| Artista    | HSM - A Seleção                |
| Candidatos | Júnior Wolt e Olavo Cavalheiro |

| Dupla 3    | Dupla 3                       |
| ---------- | ----------------------------- |
| Música     | "Segredo de Amor"             |
| Artista    | HSM - A Seleção               |
| Candidatos | Renata Ferreira e Moroni Cruz |

| Dupla 4    | Dupla 4                      |
| ---------- | ---------------------------- |
| Música     | "Eu Tenho Um Amor"           |
| Artista    | HSM - A Seleção              |
| Candidatos | Paula Barbosa e Pamela Otero |

| Dupla 5    | Dupla 5                            |
| ---------- | ---------------------------------- |
| Música     | "O Sonho Não Termina"              |
| Artista    | HSM - A Seleção                    |
| Candidatos | Fellipe Guadanucci e Karol Cândido |

Dupla Eliminada: Júnior Wolt e Pamela Otero

### Episódio 13
Data: 7 de Junho de 2008
Desafio de Atuação: Cena do Piquenique
Forma de Avaliação: Individual
| Personagens | "Troy Bolton" e "Gabriella Montez" |
| Filme       | High School Musical 2              |
| Candidatos  | Os 8 Finalistas                    |

Eliminado: Nenhum

### Episódio 14
Data: 14 de Junho de 2008
Desafio de Dança: Coreografia do High School Musical
Forma de Avaliação: Individual
| Música     | "Você É A Música Em Mim" |
| Filme      | High School Musical 2    |
| Candidatos | Os 8 Finalistas          |

Desafio de Canto: "Toda Vez"
Forma de Avaliação: Individual
| Música     | "Toda Vez"            |
| Filme      | High School Musical 2 |
| Candidatos | Os 8 Finalistas       |

Eliminado: Nenhum

### Episódio 15
Data: 22 de Junho de 2008
Show Final
Forma de Avaliação: Individual
Apresentação 1
| Música     | "Vai Ficar Melhor" |
| Artista    | HSM - A Seleção    |
| Candidatos | Os 8 Finalistas    |

Apresentação 2
| Música     | "Atuar, Dançar, Cantar" |
| Artista    | HSM - A Seleção         |
| Candidatos | Os 18 Candidatos        |

Eliminados: Karol Cândido, Moroni Cruz, Beatriz Machado e Samuel Nascimento
Segundos Colocados: Paula Barbosa e Fellipe Guadanucci
Vencedores: Renata Ferreira e Olavo Cavalheiro

## Resultados

### Histórico
| Participante       | Data  | Data  | Data  | Data  | Data  | Data  | Data | Data  | Data | Data | Data  | Data  |
| Participante       | 12/5  | 19/4  | 26/4  | 03/5  | 10/5  | 17/5  | 24/5 | 31/5  | 07/7 | 14/6 | 22/6  | 22/6  |
| ------------------ | ----- | ----- | ----- | ----- | ----- | ----- | ---- | ----- | ---- | ---- | ----- | ----- |
| Renata Ferreira    |       |       |       | Btm 3 |       |       |      |       |      |      |       | Top 2 |
| Olavo Cavalheiro   |       | Top 4 |       | Btm 2 |       |       |      |       |      |      |       | Top 2 |
| Paula Barbosa      |       |       |       |       |       |       |      |       |      |      | Top 4 | Elim  |
| Fellipe Guadanucci |       |       |       |       | Btm 3 |       |      |       |      |      | Top 4 | Elim  |
| Karol Cândido      |       | Top 4 |       |       |       | Btm 2 |      |       |      |      | Elim  |       |
| Moroni Cruz        | Top 4 |       |       |       |       | Btm 2 |      | Btm 2 |      |      | Elim  |       |
| Beatriz Machado    |       |       |       | Btm 2 | Btm 3 |       |      | Btm 2 |      |      | Elim  |       |
| Samuel Nascimento  |       |       |       | Btm 3 | Btm 2 |       |      |       |      |      | Elim  |       |
| Pamela Otero       | Top 4 |       |       |       | Btm 2 |       |      | Elim  |      |      |       |       |
| Júnior Wolt        |       |       |       |       |       |       |      | Elim  |      |      |       |       |
| Lenora Hage        |       |       |       |       |       | Elim  |      |       |      |      |       |       |
| Victor Amado       | Top 4 |       | Btm 2 |       |       | Elim  |      |       |      |      |       |       |
| Carolina Calheiros |       | Top 4 | Btm 2 |       | Elim  |       |      |       |      |      |       |       |
| Bernardo Falcone   |       |       |       |       | Elim  |       |      |       |      |      |       |       |
| Yasmim Manaia      |       | Top 4 |       | Elim  |       |       |      |       |      |      |       |       |
| Eduardo Gil        | Top 4 |       |       | Elim  |       |       |      |       |      |      |       |       |
| Leka Rocha         |       |       | Elim  |       |       |       |      |       |      |      |       |       |
| Daniel Bianchin    |       |       | Elim  |       |       |       |      |       |      |      |       |       |

### Ordem de Chamada
| Ordem | Episódios | Episódios | Episódios | Episódios | Episódios | Episódios | Episódios | Episódios | Episódios | Episódios | Episódios | Episódios | Episódios |
| Ordem | 5         | 6         | 7         | 8         | 9         | 10        | 11        | 12        | 13        | 14        | 15        | 15        |           |
| ----- | --------- | --------- | --------- | --------- | --------- | --------- | --------- | --------- | --------- | --------- | --------- | --------- | --------- |
| 1     | Eduardo   | Karol     | Karol     | Paula     | Renata    | Pamela    | Júnior    | Samuel    | Moroni    | Beatriz   | Paula     | Renata    |           |
| 2     | Moroni    | Yasmim    | Yasmim    | Karol     | Lenora    | Paula     | Fellipe   | Olavo     | Renata    | Samuel    | Fellipe   | Olavo     |           |
| 3     | Pamela    | Olavo     | Olavo     | Júnior    | Victor    | Olavo     | Samuel    | Renata    | Olavo     | Paula     | Renata    | Paula     |           |
| 4     | Victor    | Carolina  | Beatriz   | Victor    | Olavo     | Júnior    | Moroni    | Paula     | Karol     | Olavo     | Olavo     | Fellipe   |           |
| 5     | Karol     | Beatriz   | Eduardo   | Pâmela    | Moroni    | Samuel    | Olavo     | Fellipe   | Samuel    | Renata    | Karol     |           |           |
| 6     | Bernardo  | Eduardo   | Samuel    | Carolina  | Paula     | Renata    | Pamela    | Karol     | Paula     | Fellipe   | Moroni    |           |           |
| 7     | Renata    | Samuel    | Renata    | Bernardo  | Júnior    | Fellipe   | Karol     | Moroni    | Fellipe   | Karol     | Beatriz   |           |           |
| 8     | Fellipe   | Renata    | Fellipe   | Fellipe   | Karol     | Beatriz   | Paula     | Beatriz   | Beatriz   | Moroni    | Samuel    |           |           |
| 9     | Paula     | Fellipe   | Moroni    | Lenora    | Beatriz   | Moroni    | Beatriz   | Júnior    |           |           |           |           |           |
| 10    | Olavo     | Moroni    | Lenora    | Moroni    | Fellipe   | Karol     | Renata    | Pamela    |           |           |           |           |           |
| 11    | Beatriz   | Daniel    | Paula     | Samuel    | Pamela    | Victor    |           |           |           |           |           |           |           |
| 12    | Samuel    | Lenora    | Júnior    | Renata    | Samuel    | Lenora    |           |           |           |           |           |           |           |
| 13    | Carolina  | Paula     | Pamela    | Olavo     | Carolina  |           |           |           |           |           |           |           |           |
| 14    | Daniel    | Júnior    | Bernardo  | Beatriz   | Bernardo  |           |           |           |           |           |           |           |           |
| 15    | Lenora    | Pamela    | Carolina  | Eduardo   |           |           |           |           |           |           |           |           |           |
| 16    | Júnior    | Bernardo  | Victor    | Yasmim    |           |           |           |           |           |           |           |           |           |
| 17    | Yasmim    | Victor    | Leka      |           |           |           |           |           |           |           |           |           |           |
| 18    | Leka      | Leka      | Daniel    |           |           |           |           |           |           |           |           |           |           |

     O candidato foi para o palco
     O candidato foi para o bottom 3
     O candidato foi para o bottom 2
     O candidato foi eliminado
     O candidato foi o vencedor

## CDs
O Reality show originou dois álbuns. São eles:

### High School Musical - A Seleção
Vendas do CD: 50.000 copias
Tracklist:
1. Atuar, Dançar, Cantar (Actuar, Bailar, Cantar) - Bernardo, Moroni, Paula, Karol, Leka, Daniel, Carol, Júnior, Bia, Fellipe, Lenora, Eduardo, Pamela, Victor, Antônio, Yasmin, Samuel, Renata e Olavo
2. Como Eu Vou Fazer (All I Ever Do) - Paula e Yasmin
3. Vem Dançar (All For One) - Bernardo e Pamela
4. The Party's Just Begun - Karol e Samuel
5. Toda Vez (Everyday) - Moroni e Bia
6. Você É A Música Em Mim (You Are The Music In Me - Sharpay Version) - Carol e Olavo
7. Que Tempo É Esse (What Time Is It) - Bernardo, Moroni, Paula, Karol, Leka, Daniel, Carol, Júnior, Bia, Fellipe, Lenora, Eduardo, Pamela, Antônio, Victor, Yasmin, Samuel, Renata e Olavo
8. Unwritten - Renata e Júnior
9. Tem Que Tentar (Breaking Free) - Fellipe e Lenora
10. Kids Of The Future - Eduardo e Victor
11. O Sonho Não Termina - Wanessa Camargo [Bonus Track]

### High School Musical - A Seleção: Sonhos
Vendas do CD: 35,000 copias
Tracklist:
1. Vai Ficar Melhor - Bia, Karol, Paula, Renata, Moroni, Fellipe, Olavo e Samuel
2. Essa Mágica - Bia, Karol e Olavo
3. Meu Primeiro Amor - Olavo e Renata
4. O Que Eu Procurava (What I've Been Looking For) - Fellipe e Paula
5. Como Eu Vou Fazer (All I Ever Do) - Paula e Renata
6. Para Namorar - Moroni, Fellipe, Olavo e Samuel
7. Alguns Sentimentos (Algunos Sentimientos) - Karol e Moroni
8. O Sonho Que Me Faz Vibrar (No Puedo Más) - Samuel e Fellipe
9. Dona Do Pedaço - Paula (Todos)
10. Eu Quero Ser Uma Estrela (Yo Quiero Ser Una Estrella) - Bia (Karol, Paula e Renata)
11. Tudo O Que Posso Alcançar - Bia, Karol, Paula, Renata, Moroni, Fellipe, Olavo e Samuel

## HSM Brasil
O Grupo HSM Brasil, formado pelos oito finalistas (Bia, Moroni, Karol, Samuel, Paula, Fellipe, Renata e Olavo), apresentou-se em 2008 em diversas cidades brasileiras. Em 1 de agosto de 2009 o grupo se apresentou em Salvador no "Bahia Café HALL". O show, com ingressos variando entre R$ 40 e R$ 200, foi acompanhado por diversos tumultos e demorou 45 minutos.